# 423
Năm 423 là một năm trong lịch Julius.